# لی ژائوشینگ
لی ژائوشینگ (انگلیسی: Li Zhaoxing)؛ (زادهٔ ۲۰ اکتبر ۱۹۴۰) سیاست‌مدار اهل چین است. وی از ۱۷ مارس ۲۰۰۳ تا ۲۷ آوریل ۲۰۰۷ عهده‌دار سمت وزیر امور خارجه چین بود.